# 第155師団 (日本軍)
第155師団（だいひゃくごじゅうごしだん）は、大日本帝国陸軍の師団の一つ。
太平洋戦争の末期、1945年（昭和20年）1月20日に帝国陸海軍作戦計画大綱が策定された結果、本土決戦に備えるべく急造が決定した54個師団の一つであり、第一次兵備として2月28日に編成が命じられた16個の沿岸配備師団の一つである。

## 師団概要
善通寺で編成、第55軍の戦闘序列に編入された。

### 歴代師団長
- 岩永汪 中将：1945年（昭和20年）4月1日 - 終戦

### 参謀長
- 松尾新一 中佐：1945年（昭和20年）4月1日 - 終戦[1]

### 最終所属部隊
- 歩兵第449連隊（丸亀）：青山熊吉大佐
- 歩兵第450連隊（徳島）：下村肇大佐
- 歩兵第451連隊（高知）：森田豊秋大佐
- 歩兵第452連隊（丸亀）：山本孝男中佐
- 第155師団速射砲隊
- 第155師団砲兵隊
- 第155師団輜重隊
- 第155師団通信隊
- 第155師団兵器勤務隊